# كنيسة القديس نقولا (نوفوتشركاسك)
كنيسة القديس نقولا (بالروسية: Церковь Николая Чудотворца)، نسبة إلى القديس نقولا، هي كنيسة روسية أرثوذكسية تقع في مدينة نوفوتشركاسك، روستوف أوبلاست، روسيا، بدأ تأسيسها سنة 1810، واكتمل سنة 1812.

## تاريخ
تم تأسيس كنيسة القديس نقولا الخشبية رسميا في 14 أغسطس 1810. وقد بنيت الكنيسة في عام 1812. وقد أشرف على البناء المهندس إفيموف (Efimov). في 22 يوليو 1812، قام الكاهن نيكولاي دولوتين (Nikolai Dolotin) بتكريس الكنيسة.
تم إغلاق الكنيسة في عام 1935، وفي عام 1939 تم تفكيكها. الآن في نوفوشركاسك توجد ساحة ليفسكي في مكانها. وفي 19 نوفمبر 1995، أقيم صليب خشبي كبير في ذكرى كنيسة القديس نقولا المدمرة. في وقت لاحق تم استبدال الصليب الخشبي بواحدٍ معدني.

شارع بوكتوفايا، بداية القرن العشرين
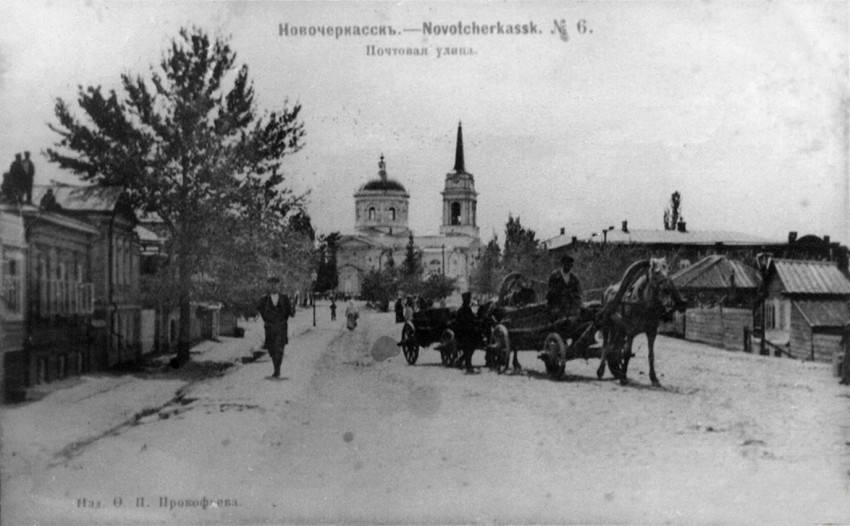
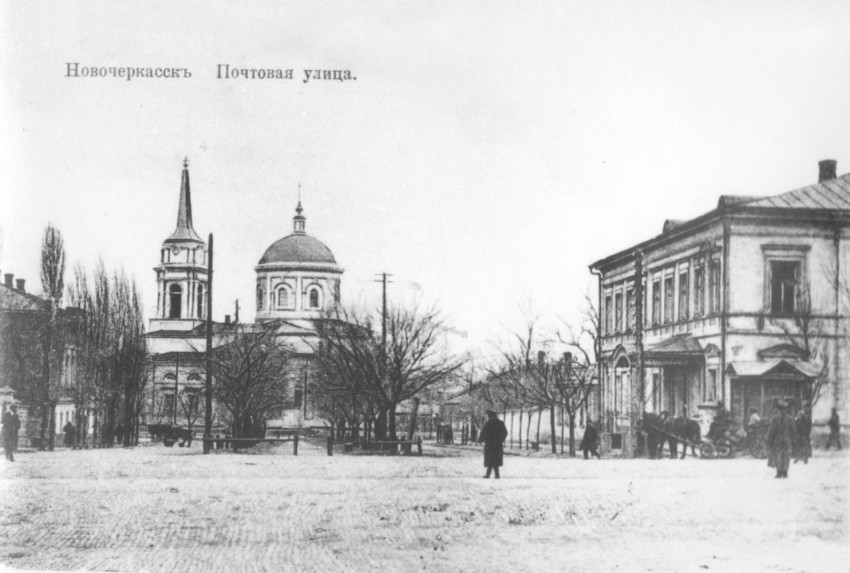